# Lorette (prostitution)
Lorette var en historisk fransk term för en kategori prostituerade.
Termen stod för en kvinna som till skillnad från en grisette arbetade heltid som prostituerad och försörjde sig på prostitution, men till skillnad från en kurtisan inte försörjdes av en kund i taget utan genom tillfälliga kunder eller fler än en fast kund. 
Termen är känd från julimonarkin (1830-1848); under andra kejsardömet kallades de coquettes och vid sekelskiftet för grues.